# سیارک ۲۶۶۵۳
سیارک ۲۶۶۵۳ (به انگلیسی: 26653 Amymeyer، نامگذاری:2000RY52)۲۶۶۵۳مین سیارک کشف شده‌است که در ۰۴ سپتامبر ۲۰۰۰ کشف شد.